# Thouarella parachilensis
Thouarella parachilensis is een zachte koralensoort uit de familie van de Primnoidae. De wetenschappelijke naam van de soort is voor het eerst geldig gepubliceerd door Taylor, Cairns, Agnew & Rogers.